# Fabiano Alves
Fabiano Donato Alves, meglio noto come Fabiano (São Felipe, 1º dicembre 1994), è un calciatore brasiliano, centrocampista svincolato.